# The Get Up Kids
The Get Up Kids — американская рок-группа из Канзас-Сити, штат Миссури, основанная в 1995 году. Коллектив является одним из наиболее знаковых и влиятельных исполнителей на мидвест-эмо-сцене. The Get Up Kids обрели широкую известность благодаря выпуску в 1999 альбома Something to Write Home About, который был признан многими источниками одним из лучших эмо-альбомов в истории жанра. Также творчество группы оказало значительное влияние на многих поп-панк-исполнителей, в частности, blink-182 и Fall Out Boy.
После получения признания у слушателей The Get Up Kids выступали на разогреве у известных поп-панк-групп, таких как Green Day и Weezer, однако спустя короткое время начали сами выступать в качестве хедлайнеров. Из-за внутренних разногласий группа распалась в 2005 году, однако через три года в честь десятилетия альбома Something to Write Home About участники The Get Up Kids сошлись вновь.

## Участники группы

### Современный состав
- Мэтт Прайор — вокал, ритм-гитара (1995–2005; 2008 – настоящее время)
- Джим Суптик — лид-гитара, бэк-вокал (1995–2005; 2008 – настоящее время)
- Роб Поуп — бас-гитара, бэк-вокал (1995–2005; 2008 – настоящее время)
- Райан Поуп — ударные, перкуссия (1996–2005; 2008 – настоящее время)

### Бывшие участники и сессионные музыканты
| Бывшие участники - Томас Беккер — ударные, перкуссия (1995) - Натан Шей — ударные, перкуссия (1996) - Джеймс Дьюис — клавишные, вокал (1999–2005; 2008–2019) | Сессионные музыканты - Нейт Гарольд — бас-гитара (2010) - Дастин Кинси — клавишные (2011) |

## Дискография
- Four Minute Mile (1997)
- Something to Write Home About (1999)
- On a Wire (2002)
- Guilt Show (2004)
- There Are Rules (2011)
- Problems (2019)